# Wunstorf
Wunstorf è una città di 41.332 abitanti della Bassa Sassonia, in Germania.
Appartiene alla regione di Hannover (targa H).
Barsinghausen si fregia del titolo di "Comune indipendente" (Selbständige Gemeinde).
Al comune di Wunstorf appartengono le seguenti località: Blumenau (con Liethe), Bokeloh, Großenheidorn, Idensen (con Idensermoor e Niengraben), Klein Heidorn, Kolenfeld, Luthe, Mesmerode, Steinhude e Wunstorf.
La città ha dato il nome alla vicina base aerea di Wunstorf dell'aeronautica militare tedesca. A ovest della città, Steinhude e Großenheidorn si trovano sulle rive del lago di Steinhude.